# Versla de Witten met de Rode Wig

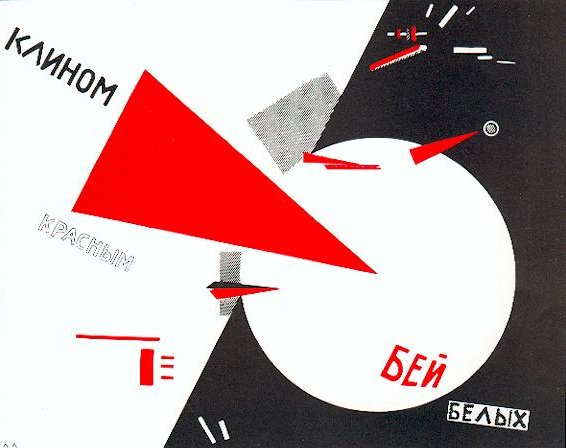
Versla de Witten met de Rode Wig

Versla de Witten met de Rode Wig (Russisch: Клином красным бей белых) is een lithografische Sovjet-propagandaposter uit 1919-1920 ontworpen door El Lissitzky.

## Geschiedenis
Het affiche is een abstract werk in de stijl van het constructivisme. Het werd tijdens de Russische Burgeroorlog gemaakt als propaganda voor het Rode Leger. De rode wig in de illustratie symboliseert de bolsjewieken (het communistische Rode Leger) die de Witten (de anticommunistische troepen), voorgesteld door een witte cirkel, verslaan. De woorden uit de titel zijn in het Russisch op het affiche afgedrukt.
De afbeelding werd populair in het Westen toen Lissitzky in 1921 naar Duitsland verhuisde. Een herdruk uit 1966 (48,8 × 69,2 cm) bevindt zich in het Van Abbemuseum in Eindhoven, maar het werk wordt momenteel  niet aan het publiek tentoongesteld.

### Modern gebruik
De illustratie diende als inspiratie voor het beeldmerk van verschillende politieke organisaties zoals het Spaanse Izquierda Revolucionaria en voor de hoesontwerpen van diverse bands, zoals van de single This Fire (2004) van de Britse rockband Franz Ferdinand en van het album Soviet Invasion (1982) van de Britse heavymetalband Witchfinder General.